# Młodzieżowe Indywidualne Mistrzostwa Polski na Żużlu 2012
Młodzieżowe Indywidualne Mistrzostwa Polski na Żużlu 2012 – zawody żużlowe, mające na celu wyłonienie medalistów młodzieżowych indywidualnych mistrzostw Polski w sezonie 2012. Rozegrano dwa turnieje półfinałowe oraz finał, w którym zwyciężył Maciej Janowski.

## Finał
- Bydgoszcz, 20 września 2012
- Sędzia: Krzysztof Meyze

| Msc. | Zawodnik            | Klub                  | Pkt   |             |  |
| ---- | ------------------- | --------------------- | ----- | ----------- |  |
| 1    | Maciej Janowski     | Azoty Tauron Tarnów   | 14    | (3,3,2,3,3) |  |
| 2    | Kamil Adamczewski   | Unia Leszno           | 13 +3 | (2,3,3,2,3) |  |
| 3    | Krystian Pieszczek  | Lotos Wybrzeże Gdańsk | 13 +2 | (3,2,3,3,2) |  |
| 4    | Mikołaj Curyło      | Polonia Bydgoszcz     | 12    | (2,3,3,3,1) |  |
| 5    | Kacper Gomólski     | Azoty Tauron Tarnów   | 10    | (2,3,2,d,3) |  |
| 6    | Emil Pulczyński     | Unibax Toruń          | 9     | (3,2,0,2,2) |  |
| 7    | Piotr Pawlicki      | Unia Leszno           | 9     | (1,1,2,3,2) |  |
| 8    | Tobiasz Musielak    | Unia Leszno           | 7     | (w,1,3,2,1) |  |
| 9    | Łukasz Cyran        | GTŻ Grudziądz         | 6     | (3,0,1,2,0) |  |
| 10   | Wojciech Lisiecki   | Cembrit Start Gniezno | 6     | (w,2,0,1,3) |  |
| 11   | Oskar Fajfer        | Cembrit Start Gniezno | 5     | (d,2,0,1,2) |  |
| 12   | Adam Strzelec       | Falubaz Zielona Góra  | 5     | (2,1,1,0,1) |  |
| 13   | Marcel Szymko       | Lotos Wybrzeże Gdańsk | 5     | (1,0,2,1,1) |  |
| 14   | Marcin Bubel        | Włókniarz Częstochowa | 3     | (d,1,1,1,d) |  |
| 15   | Adrian Cyfer        | Stal Gorzów           | 1     | (0,0,1,d,0) |  |
| 16   | Przemysław Pawlicki | Unia Leszno           | 1     | (1,w,–,–,–) |  |
|      | rez. Karol Jóźwik   | Polonia Bydgoszcz     | 0     | (t,w)       |  |

Bieg po biegu:
1. Pulczyński, Gomólski, Pi.Pawlicki, Fajfer (d4)
2. Cyran, Strzelec, Szymko, Cyfer
3. Janowski, Curyło, Bubel (d3), Jóźwik (t), Lisiecki (w/2min)
4. Pieszczek, Adamczewski, Prz.Pawlicki, Jóźwik (w/u), Musielak (w/2min)
5. Curyło, Pieszczek, Pi.Pawlicki, Szymko
6. Janowski, Pulczyński, Strzelec, Prz.Pawlicki (w/u)
7. Gomólski, Lisiecki, Musielak, Cyran
8. Adamczewski, Fajfer, Bubel, Cyfer
9. Adamczewski, Pi.Pawlicki, Strzelec, Lisiecki
10. Musielak, Szymko, Bubel, Pulczyński
11. Curyło, Gomólski, Cyfer
12. Pieszczek, Janowski, Cyran, Fajfer
13. Pawlicki, Cyran, Bubel
14. Pieszczek, Pulczyński, Lisiecki, Cyfer (d/start)
15. Janowski, Adamczewski, Szymko, Gomólski (d4)
16. Curyło, Musielak, Fajfer, Strzelec
17. Janowski, Pi.Pawlicki, Musielak, Cyfer
18. Adamczewski, Pulczyński, Curyło, Cyran
19. Gomólski, Pieszczek, Strzelec, Bubel (d)
20. Lisiecki, Fajfer, Szymko, Prz.Pawlicki (ns)
21. Bieg o srebrny medal: Adamczewski, Pieszczek